# Vaux (Allier)
Pour les articles homonymes, voir Vaux.
Vaux est une commune française, située dans le département de l'Allier en région Auvergne-Rhône-Alpes.

## Toponymie
Vaux est mentionnée sous le terme de Vallis dans une charte datée de 1082 ou 1088. Val ou Valle sont aussi utilisés au cours du Moyen-Âge.  Vallis, is (pl. valles) est un mot d'origine latine qui désigne une vallée, un vallon.

## Géographie

### Localisation
La commune de Vaux est située au nord du Massif central, dans la région naturelle du Bocage bourbonnais.

#### Communes limitrophes
| Audes         | Reugny    | Givarlais     |
| La Chapelaude | Vaux      | Estivareilles |
| Domérat       | Montluçon | Saint-Victor  |

#### Villages et lieux-dits
La commune de Vaux se compose du bourg et des villages suivant :
- Argentières
- les Bernards
- la Bourse
- les Brandes
- les Bregnats
- les Crozardais
- les Roussets
- la Roussille
- les Poiriers
- les Trillers
- Vazenton

### Hydrographie

#### Cours d'eau
Le bourg de Vaux aux est à la confluence entre le Cher et l'un de ses affluents, la Meuzelle. La commune s'étend sur la rive gauche du Cher qui forme sa limite à l'est et les plateaux traversés à l'ouest par la Meuzelle, la Magieure et le ruisseau des Tartasses.

#### Sources
Deux sources d'eau minérales sont exploitées jusqu'à la Seconde Guerre mondiale. L'une est située à Argentières ; elle est connue depuis 1605. L'autre, la source Madeleine, est ferrugineuse et se situe aux Trillers.

### Géologie et relief
Le bourg et la partie basse de la commune qui s'étend dans la vallée du Cher sont bâtis sur des alluvions et des dépôts datant de la fin du Pliocène. Le reste de la commune est formé de plateaux constitués de roches sédimentaires tertiaires (argiles, grès, calcaires et marnes) qui datent de l'Oligocène.
La superficie de la commune est de 18,1 km² et son altitude varie de 185 à 247 mètres.

### Climat
Pour des articles plus généraux, voir Climat d'Auvergne-Rhône-Alpes et Climat de l'Allier.
En 2010, le climat de la commune est de type climat océanique dégradé des plaines du Centre et du Nord, selon une étude du CNRS s'appuyant sur une série de données couvrant la période 1971-2000. En 2020, Météo-France publie une typologie des climats de la France métropolitaine dans laquelle la commune est dans une zone de transition entre le climat océanique altéré et le climat de montagne ou de marges de montagne et est dans la région climatique Ouest et nord-ouest du Massif Central, caractérisée par une pluviométrie annuelle de 900 à 1 500 mm, maximale en automne et en hiver.
Pour la période 1971-2000, la température annuelle moyenne est de 11,7 °C, avec une amplitude thermique annuelle de 15,6 °C. Le cumul annuel moyen de précipitations est de 721 mm, avec 10,6 jours de précipitations en janvier et 7,3 jours en juillet. Pour la période 1991-2020, la température moyenne annuelle observée sur la station météorologique de Météo-France la plus proche, sur la commune de Montluçon à 10 km à vol d'oiseau, est de 12,0 °C et le cumul annuel moyen de précipitations est de 637,1 mm,. Pour l'avenir, les paramètres climatiques de la commune estimés pour 2050 selon différents scénarios d'émission de gaz à effet de serre sont consultables sur un site dédié publié par Météo-France en novembre 2022.

### Voies de communication et transports

#### Voies routières
Vaux est desservie via Saint-Victor ( 36) par les autoroutes A71, reliant Paris et Orléans au nord à Clermont-Ferrand au sud-est, et A714 qui est prolongée par la route nationale 145 menant à Guéret et à l'A20 après La Souterraine.
La commune est aussi desservie par des routes départementales :
- la D 114 reliant Vaux à Estivareilles, à l'est.
- la D 149 reliant Vaux à  La Chapelaude, à l'ouest.
- la D 301 reliant Vaux à  Montluçon, au sud, et Vallon-en-Sully, au nord.

Ainsi, Vaux est à 10 min de Montluçon, 1 h 20 de Clermont-Ferrand et 3 h 30 de Paris (ces trajets comprennent des autoroutes à péage ; ils partent et arrivent au cœur des agglomérations).

#### Transport ferroviaire
La ligne de chemin de fer de Bourges à Miécaze traverse du nord au sud la commune. Celle-ci est desservie par la gare des Trillers qui a été mise en service en 1861.

#### Transport fluvial
Parallèle à la voie de chemin de fer, s'étend le canal de Berry dont l'activité s'est étalée entre 1840 et 1945. Il est déclassé depuis 1955.
Depuis 2014, une voie verte court le long du canal afin de former une véloroute permettant de rejoindre Vierzon, Tours ou Nevers.

## Urbanisme

### Typologie
Au 1er janvier 2024, Vaux est catégorisée commune rurale à habitat dispersé, selon la nouvelle grille communale de densité à 7 niveaux définie par l'Insee en 2022.
Elle est située hors unité urbaine. Par ailleurs la commune fait partie de l'aire d'attraction de Montluçon, dont elle est une commune de la couronne,. Cette aire, qui regroupe 58 communes, est catégorisée dans les aires de 50 000 à moins de 200 000 habitants,.

### Occupation des sols

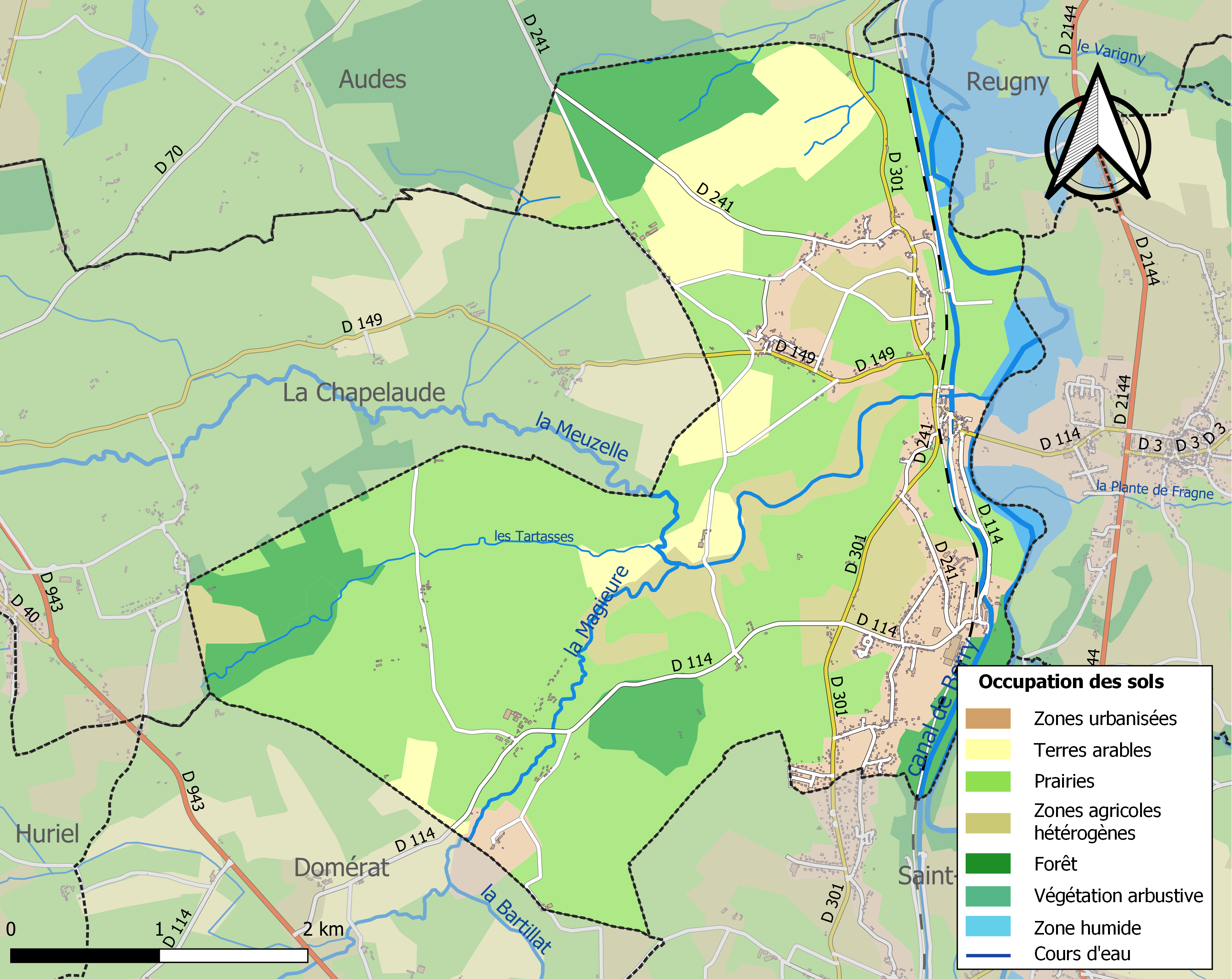
Carte des infrastructures et de l'occupation des sols de la commune en 2018 (CLC).

L'occupation des sols de la commune, telle qu'elle ressort de la base de données européenne d’occupation biophysique des sols Corine Land Cover (CLC), est marquée par l'importance des territoires agricoles (75,2 % en 2018), en diminution par rapport à 1990 (77,6 %). La répartition détaillée en 2018 est la suivante : 
prairies (54,9 %), forêts (12,4 %), zones agricoles hétérogènes (10,3 %), zones urbanisées (9,9 %), terres arables (9,9 %), eaux continentales (1,6 %), espaces verts artificialisés, non agricoles (0,8 %).
L'IGN met par ailleurs à disposition un outil en ligne permettant de comparer l’évolution dans le temps de l’occupation des sols de la commune (ou de territoires à des échelles différentes). Plusieurs époques sont accessibles sous forme de cartes ou photos aériennes : la carte de Cassini (XVIIIe siècle), la carte d'état-major (1820-1866) et la période actuelle (1950 à aujourd'hui).

## Histoire

### Préhistoire
La présence de population sur ce territoire est attestée dès la Préhistoire par la découverte de trois haches polies et des fragments de pierres taillées dans la seconde moitié du XIXe siècle. En 1865, la mise au jour de plusieurs haches à talon indique une activité humaine à l'Âge du bronze (Bronze moyen). Elles ont été trouvées, enterrées et alignées sans autre objet complémentaire, lors de travaux contiguës à la construction du château des Trillers. Ce dépôt ayant été regroupé avec ceux des communes voisines, les sources font généralement état d'une dizaine de haches. Toutefois, seulement trois haches sont réellement identifiées comme provenant du dépôt de Vaux : elles sont en bronze, de type rectangulaire et sans anneau latéral.

### Antiquité, période gallo-romaine
Une voie romaine longeant la rive gauche du Cher et traversant le territoire de Vaux semble attestée par les sources mais il n'en reste que peu de traces à Vazenton et aux Poiriers puis à Saint-Georges, Peyreguines et La Dure sur la commune voisine de Saint-Victor. Il s'agit probablement d'un axe secondaire de communication reliant Montluçon à Vallon-en-Sully.
De même, aux Roussets et aux Bernards, la découvertes de tagulae, de tessons de céramique et de débris d'ossements témoignent d'un habitat permanent durant l'Antiquité.

### Moyen-Age et époque moderne
À l'époque médiévale, une motte castrale ovalaire entourée d'un fossé se dresse à la confluence du Cher et de la Magieure, offrant une position de défense et de surveillance des deux vallées ainsi que de la voie d'origine antique. Ce promontoire a été fortement mutilé par les aménagements du canal, de la voie ferrée et de la route mais il devait mesurer une centaine de mètres de long sur 50 à 60 mètres de large. Il était encore dénommé « le Donjon » au XIXe siècle, donjon dont il ne subsiste que des substructions.
L'ancienne paroisse d'Argentière est intégrée dans la commune de Vaux en 1793.

### Époque contemporaine
Le développement du canal de Berry et de la ligne de chemin de fer de Montluçon à Bourges au XIXe siècle ont permis le développement économique du village des Trillers, situé sur le territoire de la commune. Un important moulin est créé au XIXe siècle ainsi que les Forges de Saint Hippolyte en 1881 ; elles sont spécialisées dans la production de fers à bœufs.

## Politique et administration

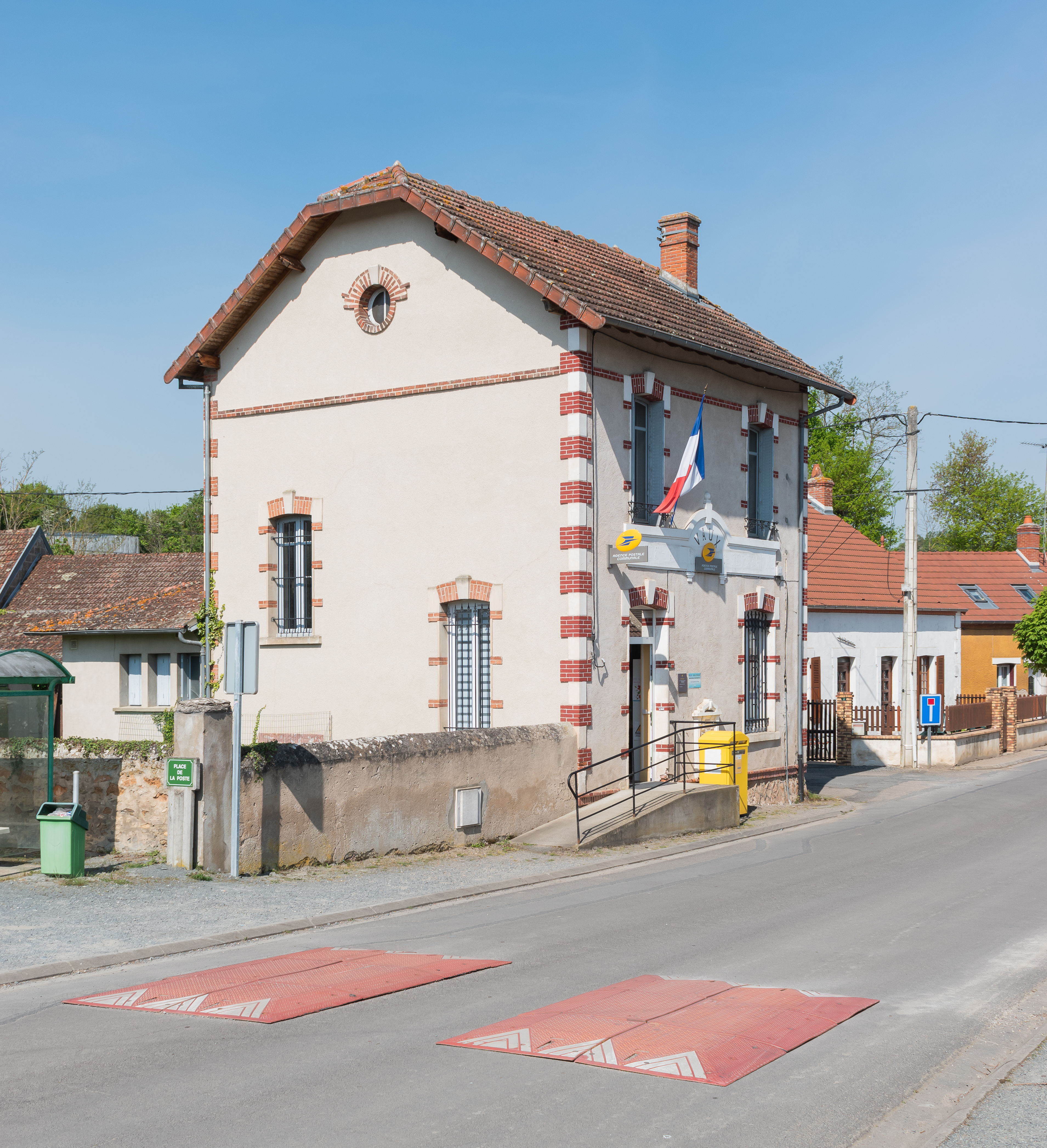
Agence postale communale et Bibliothèque municipale

### Administration municipale
Le conseil municipal de Vaux est composé de 14 membres dont 4 maires-adjoints et 9 conseillers municipaux

### Liste des maires
| Période                                  | Période                      | Identité          | Étiquette | Qualité                                                                           |
| ---------------------------------------- | ---------------------------- | ----------------- | --------- | --------------------------------------------------------------------------------- |
| Les données manquantes sont à compléter. |                              |                   |           |                                                                                   |
| mars 1983                                | mars 1989                    | Robert Laclémence |           |                                                                                   |
| mars 1989                                | mars 2014                    | Richard Prévost   | DVD       | Suppléant du député Jean Gravier (1993-1997)                                      |
| mars 2014                                | En cours (au 8 juillet 2020) | Jérôme Duchalet   | RN        | Fonctionnaire de police Suppléant du député Jorys Bovet depuis 2024 Réélu en 2020 |

### Intercommunalités
La commune de Vaux est rattachée à la Communauté de communes du Val de Cher et adhère au SIVOM Région minière.

### Jumelage
Vaux est  jumelée avec  Vaux-sur-Sûre (Belgique)

## Population et société

### Démographie
L'évolution du nombre d'habitants est connue à travers les recensements de la population effectués dans la commune depuis 1793. Pour les communes de moins de 10 000 habitants, une enquête de recensement portant sur toute la population est réalisée tous les cinq ans, les populations de référence des années intermédiaires étant quant à elles estimées par interpolation ou extrapolation. Pour la commune, le premier recensement exhaustif entrant dans le cadre du nouveau dispositif a été réalisé en 2004.

En 2022, la commune comptait 1 164 habitants, en évolution de +6,2 % par rapport à 2016 (Allier : −1,38 %, France hors Mayotte : +2,11 %).
| 1793 | 1800 | 1806 | 1821 | 1831 | 1836 | 1841 | 1846 | 1851 |
| ---- | ---- | ---- | ---- | ---- | ---- | ---- | ---- | ---- |
| 327  | 510  | 475  | 598  | 572  | 639  | 756  | 727  | 701  |

| 1856 | 1861 | 1866 | 1872 | 1876 | 1881 | 1886 | 1891 | 1896 |
| ---- | ---- | ---- | ---- | ---- | ---- | ---- | ---- | ---- |
| 683  | 664  | 687  | 691  | 690  | 678  | 748  | 790  | 765  |

| 1901 | 1906 | 1911 | 1921 | 1926 | 1931 | 1936 | 1946 | 1954 |
| ---- | ---- | ---- | ---- | ---- | ---- | ---- | ---- | ---- |
| 677  | 729  | 722  | 704  | 744  | 682  | 694  | 758  | 773  |

| 1962 | 1968 | 1975 | 1982 | 1990 | 1999 | 2004 | 2006 | 2009  |
| ---- | ---- | ---- | ---- | ---- | ---- | ---- | ---- | ----- |
| 751  | 772  | 701  | 820  | 905  | 966  | 954  | 954  | 1 040 |

| 2014  | 2019  | 2022  | - | - | - | - | - | - |
| ----- | ----- | ----- | - | - | - | - | - | - |
| 1 060 | 1 166 | 1 164 | - | - | - | - | - | - |

### Enseignement
Vaux est située dans l'académie de Clermont-Ferrand. La commune administre l'école maternelle et élémentaire Saint-Exupéry.

### Sport
Vaux est équipée d'un complexe sportif comprenant un terrain de rugby et une salle multi-sports (handball, basket-ball, gymnastique, volley-ball). la commune compte aussi des terrains de pétanque.

### Culte
L'église Saint-Éloi dépend de la paroisse Sainte-Marie du doyenné de Montluçon.

## Culture locale et patrimoine

### Lieux et monuments

#### Église Saint-Éloi
L'église Saint-Éloi du XIIe siècle est une église romane avec un clocher-mur percé de deux arcades sur sa façade ouest. Elle est construite en grès rouge sur un plan rectangulaire avec une abside en hémicycle. La porte en plein cintre, sans tympan, est encadrée de colonnettes surmontées de chapiteaux à crochets soutenant une archivolte à quatre voussures toriques.

#### Château des Trillers
Le château des Trillers est un manoir dans le style de la seconde moitié du XIXe siècle. Il appartenait à la famille de Montaignac de Chauvance. C'est actuellement un centre de loisirs administré depuis 2015 par la Communauté de communes du Val de Cher.

### Personnalités liées à la commune
- Gilbert Malochet, vielliste.